# Dvärgsåpnejlika
Dvärgsåpnejlika (Saponaria pumila) är en växtart i familjen nejlikväxter.